# Шевчик, Ирена
Ирена Шевчик (пол. Irena Szewczyk; род. 5 декабря 1947) — польская актриса театра,  кино и телевидения.

## Биография
Родилась в Лодзи. Актёрское образование получила в Киношколе в Лодзи, которую окончила в 1975 году. Актриса театров в Лодзи и в Варшаве. Выступала также в спектаклях польского «театра телевидения» в 1974—1979 годах.

## Избранная фильмография
- 1968 — Приключение с песенкой / Przygoda z piosenką — девушка Кокса
- 1969 — Девичий заговор / Rzeczpospolita babska — рядовой Эльжбета Кораль
- 1969 — Я буду ждать в Монте-Карло / Czekam w Monte-Carlo — стоматолог М. Смит
- 1971 — Миллион за Лауру / Milion za Laurę — Марта, племянница Буляка
- 1976 — Далеко от шоссе / Daleko od szosy (телесериал) — Аня Поплавская
- 1979 — Отель класса люкс / Hotel Klasy Lux — жена рабочего